# Carl Hillmann
Carl Hillmann (né le 29 octobre 1841, mort le 9 juin 1897) est un journaliste et écrivain saxon social-démocrate. Il a écrit, entre autres, des écrits théoriques sur le rôle des syndicats.

## Biographie
Hillmann est à l'origine un typographe du Royaume de Saxe. Il est à Hambourg secrétaire du syndicat des imprimeurs. Il rejoint le mouvement ouvrier politisé et devient membre de l'Association générale des travailleurs allemands et du Parti ouvrier social-démocrate. Il est le correspondant de journaux et publie de nombreux articles sur des coopératives particulièrement productives. Il adopte les idées de Karl Marx et participe à l'Association internationale des travailleurs. En 1874, il écrit un document où il refuse la soumission des syndicats devant les partis politiques. Les travailleurs doivent lutter contre des conditions de travail inhumaines ou pour des augmentations de salaires. Il appelle à l'égalité des droits entre les syndicats et les partis. L'écrit paraît dans le journal social-démocrate Der Volksstaat (de) et aurait été remanié par son rédacteur, Wilhelm Blos.
En 1874, Hillmann devient rédacteur du Süddeutschen Volkszeitung. Il fait un an de prison pour délit de presse. En cellule, il écrit Die Organisation der Massen (L'Organisation des masses). En appuyant davantage le rôle des syndicats par rapport aux partis politiques, il sera considéré comme un précurseur de la revendication syndicaliste. Eduard Bernstein remarque qu'il se réfère à la loi d'airain des salaires de Ferdinand Lassalle et critique des théories marxistes. Avec Theodor Yorck, Carl Hillmann est l'un des premiers théoriciens du mouvement syndical. Au sujet de l'organisation, Hillmann développe le regroupement d'associations locales à une organisation centrale.
Après sa sortie de prison, il s'installe à Hambourg. En 1875, il se présente pour le Reichstag sans succès. Il devient le rédacteur du Volksstaat et se fait interdire. Hillmann est expulsé de Hambourg en 1881, vit à Harburg en périphérie et conteste l'interdiction du journal devant les tribunaux. Lorsqu'il s'installe à Lübeck, il se consacre plus au journalisme qu'à la lutte sociale en étant correspondant pour des journaux.
Par la suite, des sociaux-démocrates comme Wilhelm Blos ou Hermann Molkenbuhr méprisent l'œuvre de Carl Hillmann à cause de son refus de l'importance politique pour le syndicalisme.

## Écrits
- Die Internationale Arbeiterassoziation 1864-1871, 1871 (L'Association internationale des travailleurs 1864-1871)
- Praktische Emanzipationswinke (Appel à l'émancipation pratique), 1873
- Die Organisation der Massen (L'organisation des masses), 1875